# Yerco Vallejos
Yerco René Vallejos Soreta (Huacareta, 3 de abril de 1995) es un futbolista boliviano. Juega como delantero y su equipo actual es Totora Real Oruro de la Primera División de Bolivia.

## Trayectoria

### Inicios
Oriundo de la ciudad de Huacareta, comenzó a jugar a fútbol en los clubes del ascenso Universidad Cruceña, Cooper y Argentinos Juniors.

### Wilstermann (2018)
En 2018 se integra a Jorge Wilstermann para un periodo de prueba, la que cumple satisfactoriamente y es inscrito en el equipo filial del club.
A mediados de ese año, tras sus buenas actuaciones en la filial es promovido al plantel de honor del club. Debutó profesionalmente el 23 de julio de 2018, en un encuentro correspondiente a la primera jornada del Clausura 2018 frente a Blooming, que terminó en empate 0-0. Convirtió su primer gol el 25 agosto en el triunfo 1-0 ante Royal Pari.

### Destroyers (2019)
Para la temporada 2019 es anunciado como nuevo refuerzo de Destroyers. Debuta con el conjunto "cuchuqui" el 21 de febrero en la derrota 0-3 ante The Strongest.
En su estadía en el club disputó 11 encuentros del Torneo Apertura 2019 y marcó 1 gol. Finalizado el torneo fue uno de los cortados del club y quedó libre para poner así fin a su estadía por el cuadro cuchuqui.

### Universitario de Vinto (2021-2022)
Luego de aquella experiencia retornó a jugar en el ascenso con la Universidad Cruceña por un breve período entre 2020 y 2021.
A mediados de 2021 ficharía por Universitario de Vinto, equipo con el que logra la obtención de la Copa Simón Bolívar 2021 y el ascenso a la máxima categoría del balompié boliviano.
El 4 de febrero de 2022 el equipo debutó en la Primera División en un empate 1-1 ante Real Tomayapo, con gol marcado por Vallejos a los 60 minutos del compromiso. El 20 de febrero asistió a Andrés Llano para la victoria 2-0 ante Wilstermann, la que significó la primera en la historia del club.
Universitario realizó una campaña regular en el Apertura, mientras que obtuvo la penúltima posición del Clausura, safando el descenso por dos puntos.
Vallejos finalizó aquel año jugando 31 encuentros y aportando con 5 goles.

### Real Tomayapo y Aurora (2023-2024)
En noviembre de 2022 fue anunciado como refuerzo de Real Tomayapo.
Realizó su debut con el conjunto tarijeño el 12 de febrero de 2023 en la victoria 1-0 sobre Real Santa Cruz, de la mano del entrenador Richard Rojas. Sin embargo con la destitución de Rojas y la llegada de Juan Vita a la dirección técnica dejo de estar en las alineaciones del equipo. En su paso por el club sumo 101 minutos en cuatro compromisos, por lo que decide dejar la institución ante la falta de oportunidades.
El 25 de junio el Aurora anuncia su contratación. Su debut en el equipo se dio el 16 de julio de 2023 en la jornada 19 del Primera División 2023 que enfrentó al Aurora contra Wilstermann en el clásico cochabambino, encuentro que terminó en triunfo de su equipo 1-0. En dicho encuentro, ingresó en los último minutos sustituyendo a Jair Reinoso.
El 29 de julio de 2024 Universitario de Vinto anunciaba su retorno al equipo.
En enero de 2025 fue fichado por Totora Real Oruro, club que había conseguido el ascenso la anterior temporada.

## Clubes
| Club                   | País    | Año           |
| ---------------------- | ------- | ------------- |
| Universidad Cruceña    | Bolivia | 2012-2014     |
| Cooper                 | Bolivia | 2015          |
| Argentinos Juniors     | Bolivia | 2016-2017     |
| Jorge Wilstermann      | Bolivia | 2018          |
| Destroyers             | Bolivia | 2019          |
| Universidad Cruceña    | Bolivia | 2020-2021     |
| Universitario de Vinto | Bolivia | 2021-2022     |
| Real Tomayapo          | Bolivia | 2023          |
| Aurora                 | Bolivia | 2023-2024     |
| Universitario de Vinto | Bolivia | 2024          |
| Totora Real Oruro      | Bolivia | 2025-presente |

## Palmarés

### Títulos nacionales
| Título             | Club                   | Año  |
| ------------------ | ---------------------- | ---- |
| Copa Simón Bolívar | Universitario de Vinto | 2021 |